# Группа Борджиа
Группа Борджиа — обозначение ряда рукописей доколумбовской эпохи из центральной Мексики, впервые идентифицированных Эдуардом Селером. Отличаются в первую очередь религиозным содержанием, в отличие от миштекской группы, повествующей об исторических событиях. Место происхождения и создатели кодекса неизвестны.
В группу Борджиа входят:
- Кодекс Борджиа — назван в честь кардинала Стефано Борджиа, который владел кодексом до того, как тот перешёл во владение Ватиканской библиотеки.
- Кодекс Коспи
- Кодекс Фейервари-Майера
- Кодекс Лауда
- Ватиканский кодекс B

Также иногда включают:
- Рукопись Обен № 20
- Кодекс Порфирио Диаса